# 艾德·巴斯
艾德·巴斯（Edward Perry "Ed" Bass，1945年9月10日—）是一位居住于美国德克萨斯州沃思堡的商人、金融家、慈善家与环保人士。他于1987-1991年资助建成了人造封闭生态系统“生物圈二号”。
 

他在2012年《福布斯》统计的美国最富有的400人中排名第239位，身价估值为20亿美元。

## 早期生活与教育
巴斯生于美国德克萨斯州沃思堡，有四个兄弟，是家中的次子。他进入菲利普斯学院就读，并于1967年获得耶鲁大学行政学学士学位。他曾短期在美国海岸警卫队服役并随后返回耶鲁，攻读行政学硕士学位，但并未完成。其四个兄弟与其父亲皆曾在耶鲁大学就读。

## 生物圈二号

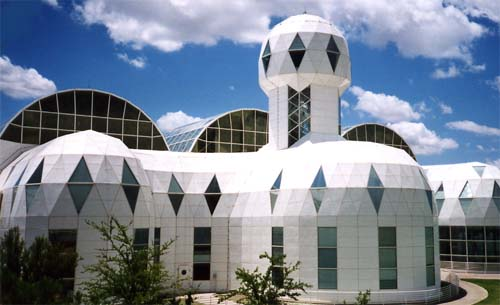
生物圈二号

1984年，巴斯与约翰·艾伦（John Allen）共同发起了生物圈二号这一项目，并承诺资助该项目3000万美元。这个项目将亚利桑那州图森市北部圣卡塔利娜山（Santa Catalina）的山脚下2,500-英畝（10-平方）的牧场改建成了玻璃温室。这个项目用以探究未来火星殖民、核大战后如何建立庇护所以及整个地球生态系统如何变化等课题。1991年9月26日，首批8名科学家入驻生物圈二号，他们开始尝试自耕自种、循环利用水和空气，实现生活上的自给自足。生态系统在1991年开始运转后，随着4000多个物种的蓬勃生长，有毒气体开始产生，水与庄稼到1994年为止已经无法自给。1995年，美国哥伦比亚大学签订租约接管该项目，并宣布将一直租用研究至2003年6月。2007年，巴斯将项目的部分土地卖给了附近的房地产项目，随后亚利桑那大学接手了租约。此时整个项目耗资已达1.5-2亿美元。2011年6月，亚利桑那大学宣布全额收购该项目及其用地。（一说巴斯将其捐赠给亚利桑那大学，并捐助2000万美元以用于新项目的启动。）

## 慈善业
- 2002年：在耶鲁大学设立环境相关奖学金；[13]
- 2006年：将6000万美元捐赠给耶鲁大学；（其家族先后向耶鲁大学捐赠了超过2亿美元的资产）[14]
- 2007年：捐赠1200万美元给世界自然基金会（WWF）。[15]